# Jan Hanuš (skladatel)
Jan Hanuš (2. května 1915 Praha – 30. července 2004 tamtéž) byl český hudební skladatel.

## Život
Narodil se 2. května 1915 v Praze jako nejmladší z osmi dětí dr.h.c. Františka Hanuše a Blaženy Hanušové, rozené Urbánkové. Absolvoval v Praze obchodní akademii a soukromě studoval skladbu u Otakara Jeremiáše a na pražské konzervatoři dirigování u Pavla Dědečka. Pracoval v nakladatelství svého dědy Františka Augustina Urbánka.
Svou první skladbu napsal v roce 1936. Ve svých kompozicích navázal na českou hudební tradici Bedřicha Smetany a Antonína Dvořáka. Jeho tvorbu charakterizuje bohatá melodika s výrazně českým přízvukem a velkorysá architektonika. S odporem proti německé okupaci mají jeho skladby ze čtyřicátých let dramatický náboj a jeremiášovsky hutný zvuk (opera Plameny). Podobný výraz mají díla z doby po roce 1960, kdy použil nové kompoziční techniky (opera Pochodeň Prométheova).
V sedmdesátých a osmdesátých letech pracoval ve znamení syntézy tradičního s novými prvky. Svůj celoživotní tvůrčí zájem o duchovní hudbu vyvrcholil v Rekviem (1991–1995). Složil osm mší, kantáty a oratoria, velikonoční oratorium Ecce homo a Triptych ke cti sv. Anežky české Matky chudých, pět oper, tři balety, sedm symfonií, koncerty pro sólové nástroje a instrumentální miniatury i písničky pro děti a školní sbory.
Byl členem výboru Přítomnosti, Společnosti Zdeňka Fibicha, J. B. Foerstra a Otakara Ostrčila. Byl redaktorem Národního vydavatelství Orbis a do roku 1955 hlavním redaktorem hudebního odboru Státního nakladatelství krásné literatury, hudby a umění odpovědný za sbírky Musicae Antiquae Bohemiacae. Spoluzaložil hudební nakladatelství Panton, byl aktivním členem Svazu československých skladatelů. Byl předsedou České společnosti pro hudební vědu, člen řídícího výboru ISME (Mezinárodní společnost pro hudební vědu) a předseda jeho české sekce, místopředseda České hudební společnosti a Unie českých pěveckých sborů, člen festivalového výboru Pražského jara. Jako redaktor se podílel na vydání sebraných prací Antonína Dvořáka a Zdeňka Fibicha a spolupracoval na kritickém vydání děl Leoše Janáčka.
Byl oceněn řadou státních uznání v době komunistického režimu, ale všechna tato vyznamenání v roce 1989 vrátil. V roce 1999 Václav Havel věnoval Janu Hanušovi za vynikající umělecké výsledky medaili Za zásluhy. Obdržel Cenu Bedřicha Smetany (1999) a v roce 2000 Hanuš převzal čestné občanství města Jirkova. V roce 2004 se v rámci festivalu Jílovské zpívání stal čestným občanem města Jílové u Prahy, které je neodmyslitelně spjato s jeho životem. Během procesu se Slánským statečně a veřejně obhajoval i před Státní bezpečností svého přítele Rudolfa Margolia.

## Dílo

### Opery
- Plameny, op. 14, 1941–44
- Sluha dvou pánů, op. 42, 1958
- Pochodeň Prométhova, op. 54, 1961–63
- Pohádka jedné noci, op. 62, 1965–68
- Spor o bohyni, op. 105, 1983-84

### Symfonie
- I. Symfonie E dur, Dolorosa, op. 12, 1941–42
- II. Symfonie G dur, Píseň bratra slunce, op. 26, 1951
- III. Symfonie d moll, Pravda světa, op. 38, 1956–57, na paměť Rudolfa Margolia
- IV. Symfonie, Píseň o Bernadetě, op. 49, 1960
- V. Symfonie, Horská řeč, op. 58, 1964–65
- VI. Symfonie, Noc bez luny, op. 92, 1978
- VII. Symfonie, Klíče Království, op. 116, 1989–90

### Choreografické meditace
- Labyrint, op. 98, 1980–82

### Balety a taneční drama
- Sůl nad zlato, op. 28, 1952–53
- Othello, op. 36, 1955–56

### Kantáty, mše a pašije
- Země mluví, op. 8, 1940,1957, 1987, na paměť studentů povražděných v listopadu 1939
- Missa I, Pentocosta in Des a Pange lingua, op. 13, 1941–44
- Zpěv naděje, op. 21, 1945–48
- Povídám, povídám pohádku, op. 43, 1958
- Missa IV et Tantum ergo (in honorem d'Immaculatae), op. 44, 1959
- Missa V (Ut omnes unum sint), op. 60, 1966
- VI. Mše, chorální ordinarium a Otče náš, op. 77/I, 1972–73
- Pašije podle Matouše, op. 65/VII, 1977–78
- Pašije podle Jana, op. 65/VII, 1982
- VII. Mše – Hlaholská, op. 106, 1985
- Requiem (Missa VIII – Pro defunctis), op. 121, 1991–95

### Oratoria
- Missa II, Pastoralis in G a Pange lingua, op. 25, 1950, revize 1983
- Missa III, Paschalis in D („Mors et vita“), Pange lingua, Regina coeli, Terra tremuit, Haec dies, op. 33, 1954
- Ecce Homo (Svědectví z konce času), op. 97, 1977–80
- Matka chudých, op. 113, 1987

### Jiné
- Poselství, op. 66, (vokální triptych pro smíšený sbor, baryton sólo, 2 klavíry, elektrickou kytaru, bicí nástroje a magnetofonový pás,text: Kamil Bednář, 1969)[1] Pocta Janu Palachovi, provedeno 22. 1. 2019.[2]